# Грозни
Грозни (на руски: Грозный; на чеченски: Соьлжа-Гӏала) е град в Северен Кавказ, столица на Чечения и икономически и културен център на автономната република. Към 1 януари 2018 г. населението на града е 297 137 души.
Градът е един от най-важните промишлени центрове на Кавказкия регион, с ключова позиция в добива на нефт. От началото на военните действия в областта (1994) е силно пострадал, както материално, така и откъм население.
Разположен е на двата бряга на река Сунжа, чието име носи „Соьлжа-Гӏала“ и означава „Град на Сунжа“. Руското му название (с което е известен и в България) идва от името на някогашната крепост по тези места Грозная (в превод „Страшната“). През 1997 г. тогавашният чеченски президент Зелимхан Яндарбиев обявява преименуването на чеченската столица на Джохар-Гӏала, в чест на загиналия сепаратистки лидер и президент генерал Джохар Дудаев. Понастоящем могат да се чуят и трите имена, в зависимост от пристрастията на използващите ги.
- Чеченски боец в близост до Президентския дворец, януари 1995
- Джамия „Сърцето на Чечения“ и Грозни-сити